# Rizin Fighting Federation
Rizin fighting federation (сокр. Rizin или Rizin FF) — японская спортивная организация, занимающаяся промоушеном боёв по смешанным единоборствам. Появилась в самом конце 2015 года после того, как бывший совладелец ныне недействующей организации Pride FC Нобуюки Сакакибара объявил о создании новой организации.
С самого начала существования организации была организована достаточно агрессивная рекламная политика, подгоняемая известием о возвращении в профессиональный спорт легендарного российского бойца Фёдора Емельяненко.

## История
После продажи в марте 2007-го «Pride» братьям Фертитта, совладельцам американского промоушена UFC, в Японии не осталось крупных организацией, занимающихся проведением соревнований по смешанным единоборствам. Правда, через некоторое время бывшие сотрудники «Pride» сформировали новый промоушен DREAM, находящийся под покровительством другой могущественной японской организации — К-1. На тот момент лучшие бойцы были перекуплены другими организациями (UFC, Strikeforce и др.), поэтому уровень зрелищности и конкуренции в DREAM снизился, хотя в организации успели выступить такие известные спортсмены, как Фёдор Емельяненко, Боб Сапп, Джефф Монсон, Чхве Хон Ман и Сатоси Исии.
В марте 2011 UFC анонсировала приобретение Strikeforce, после чего на рынке MMA сформировался сильный монополист, серьёзно затрудняющий действия других компаний. Однако ряд бойцов, недовольных политикой руководства компанией, продолжали искать более интересные условия. Так, вернувшийся в спорт в 2015 году Фёдор Емельяненко не стал очередным бойцом UFC, сославшись на невыгодность контракта:
Я не готов сейчас биться по тому контракту, который предлагает UFC, на тех условиях, которые они предлагают. Контракт просто драконовский, односторонний. Я не готов подписать такой кабальный контракт. В первую очередь,  должно быть уважение к бойцам.
Ещё до первого официального поединка, состоявшегося в рамках данной организации, её руководители сумели приковать внимание прессы (японской, прежде всего). Одним из главных вопросов, интересующих спортивную общественность, был выбор соперника для Емельяненко, так как именно вокруг этого боя и должно было построиться «возрождение Pride». Соперник, коим стал Джайдип Сингх, стал известен лишь незадолго до первого дня соревнований. Для привлечения внимания японской публики были наняты крайне популярные в Японии Боб Сапп и бывший борец сумо Баруто Кайто. Для разнообразия проводящегося мероприятия, помимо одиночных боёв и главного боя вечера, был организован турнир-восьмёрка на выбывание.
По некоторым данным, Rizin FF собирается добиваться для MMA статуса Олимпийского вида спорта.

## Правила
Уже на предварительных пресс-конференциях представители компании сообщили, что в целом правила будут повторять те, что существовали в Pride FC, в частности, разрешены «футбольные» удары ногами в голову в партере, колени, однако запрещены удары локтями в голову. Первые выступления, проходившие 29 декабря, отметились даже 10-минутными раундами, практически исчезнувшими из практики MMA за последние годы. Из особенностей можно отметить, что некоторые бои проводились по редкой схеме с переменной длительностью раундов. Так, первый раунд боя Джеймса Томпсона против Цуёси Косака длился 10 минут, в то время как второй был запланирован 5-минутным.

## Список эвентов Rizin FF
| #   | Event      | Date        | Venue               | Location       | Attendance                    |
| --- | ---------- | ----------- | ------------------- | -------------- | ----------------------------- |
| 003 | Rizin 1    | 17 апр 2016 | Nippon Gaishi Hall  | Nagoya, Japan  |                               |
| 002 | Rizin FF 2 | 31 дек 2015 | Saitama Super Arena | Saitama, Japan | &&&&&&&&&&&&&&00.&&&&-0 [ 3 ] |
| 001 | Rizin FF 1 | 29 дек 2015 | Saitama Super Arena | Saitama, Japan | &&&&&&&&&&&&&&00.&&&&-0 [ 4 ] |

## Список бойцов
В список бойцов попали члены недавно созданной команды FE Team:
- Фёдор Емельяненко
- Вадим Немков
- Валентин Молдавский
- Кирилл Сидельников
- Анатолий Токов

В первый день соревнований, 29 декабря, все представители команды одержали досрочные победы над своими соперниками.
По результатам же последнего дня соревнований победителями вышли:
| Победитель                | Соперник           | Способ                      | Раунд    |
| ------------------------- | ------------------ | --------------------------- | -------- |
| Фёдор Емельяненко         | Джейдип Сингх      | ТКО                         | 1 раунд  |
| Мухаммед «Кинг Мо» Лаваль | Иржи Прохаска      | нокаут                      | 1 раунд  |
| Крон Грейси               | Асэн Ямомото       | сабмишн                     | 1 раунд  |
| Кайдо Хёвельсон           | Питер Аертс        | единогласным решением судей | 2 раунд  |
| Энди Сауэр                | Юитиро Нагасима    | нокаут                      | 1 раунд  |
| Боб Сапп                  | Акэбоно            | решением судей              | 2 раунд  |
| Габи Гарсиа               | Лейди Тапа         | ТКО                         | 1 раунд  |
| Такэру                    | Янг Минг           | ТКО                         | 2 раунд  |
| Уорд, Бреннан             | Кэн Хасэгава       | сабмишн                     | 2 раунд  |
| Иржи Прохаска             | Вадим Немков       | ТКО                         | 1 раунд  |
| Мухаммед «Кинг Мо» Лаваль | Теодорас Акстуолис | единогласным решением судей | 2 раунд  |
| Рэна Кубота               | Джлеан Валентино   | сабмишн                     | 2 раунд. |